# Rhynchocyclus pacificus
El picoplano del Pacífico (en Ecuador) (Rhynchocyclus pacificus), también denominado picoplano chocoano (en Colombia),  es una especie de ave paseriforme de la familia Tyrannidae perteneciente al género Rhynchocyclus. Es nativo del noroeste de América del Sur.

## Distribución y hábitat
Se distribuye por la región del Chocó del oeste de Colombia (hacia el sur desde el medio valle del río Atrato) y noroeste de Ecuador (Esmeraldas hacia el sur hasta el sur de Pichincha).
Esta especie es considerada poco común en su hábitat natural: el sotobosque de selvas húmedas y bosques de estribaciones montañosas, principalmente abajo de los 1000 m de altitud.

## Sistemática

### Descripción original
La especie R. pacificus fue descrita por primera vez por el ornitólogo estadounidense Frank Michler Chapman en 1914 bajo el nombre científico Craspedropion pacificus; su localidad tipo es: «Juntas de Tamaná, 400 ft. (c. 120 m), Río San Juan, Chocó, oeste de Colombia»; el holotipo, un macho adulto, recolectado el 18 de diciembre de 1911, se encuentra depositado en el Museo Americano de Historia Natural bajo el número AMNH 112208.

### Etimología
El nombre genérico masculino «Rhynchocyclus» es un anagrama del género sinónimo «Cyclorhynchus» que se compone de las palabras del griego «kuklos» que significa ‘círculo’, ‘escudo’, y «rhunkhos» que significa ‘pico’; y el nombre de la especie «pacificus» en latín se refiere al Océano Pacífico.

### Taxonomía
Ya fue tratada como una subespecie de Rhynchocyclus brevirostris pero las dos pueden ser ni especies hermanas. Es monotípica.